# Список переименованных населённых пунктов Нижегородской области
В данном списке приведены населённые пункты, расположенные согласно современному административно-территориальному делению в Нижегородской области России, название которых изменялось.

## А
- Несытово → Александровка (сельский населённый пункт)[1]

## Б
- Сучкино → Белая (сельский населённый пункт)[1]
- Кулаково → Березки (сельский населённый пункт)[2]
- Попово → Берёзовка (сельский населённый пункт)[3]
- Разгильдеевка → Берёзовка (сельский населённый пункт)[4]
- Собакино → Берёзовка (сельский населённый пункт)[1]
- Хреново → Большое Окское (сельский населённый пункт)[5]
- Мотавка → Борисовка (сельский населённый пункт)[1]

## В
- Васильев Новгород → Васильгород → Василь → Васильсурск
- Тер-Клоповка → Вишнёвая (сельский населённый пункт)[6]
- Се́йма (XV век, деревня) → Ольгино (1862, выселок) → Волода́ры (1920, выселок) → Волода́рск (1956, город)[7]
- Могили → Высоково (сельский населённый пункт)[1]
- Большое Сукино → Вязовка (сельский населённый пункт)[8]

## Г
- Производитель → Гремячий (сельский населённый пункт)[1]
- Кладбищи → Гусево (сельский населённый пункт)[9]

## Д
- Черноре́чье (волость) → Растяпино (рабочий посёлок) → Дзержинск (1929, город)[10]
- Блудово → Дубки (сельский населённый пункт)[6]
- Лежебоково → Дубовка (сельский населённый пункт)[1]
- Поганцево → Дубрава (сельский населённый пункт)[6]
- Дураково → Дуброво (сельский населённый пункт)[11]

## Е
- Вонячка → Елховка (сельский населённый пункт)[8]

## З
- Песто́во → Заво́лжье (1964)[12]
- Тоскуйки → Залесная (сельский населённый пункт)[6]
- Заглупаево → Заречная (сельский населённый пункт)[1]
- Большие Серякуши → Заречное (сельский населённый пункт)[1]
- Ямская Слобода → Сталино → Заречное (сельский населённый пункт)
- Дуровка → Зелёная (сельский населённый пункт)[6]

## К
- Берёзовая Заводь → имени М. И. Калинина (посёлок городского типа)
- Кобыляхи → Калинка (сельский населённый пункт)[1]
- Кобелево → Клёново (сельский населённый пункт)[1]
- Пьяново → Ключи (сельский населённый пункт)
- Княгинин → Княгинино
- Кобелево → Кольцово (сельский населённый пункт)[9]
- Гремячий → Красная Горка (сельский населённый пункт)
- Собачий Остров → Красная Горка (сельский населённый пункт)[13]
- Дьяконово → Красная Слобода (сельский населённый пункт)[14]
- Нико́льское (XIV век) → Ба́ково, Ба́ков (1610) →Ба́ки (XIX век) → Кра́сные Ба́ки (1923)[15]
- Собакино → Красный Бор (сельский населённый пункт)[13]

## Л
- Позорино → Лебяжье (сельский населённый пункт)[3][16]
- Ка́дницы → Ле́нинская Слобода́[17]
- Своробоярское → Ленинское (сельский населённый пункт)[4]
- Кобылино → Липовка (сельский населённый пункт)[1]
- Сукино → Липовка (сельский населённый пункт)[13]
- Жеребцы → Луговая (сельский населённый пункт)[1]
- Погореловка → Луговое (сельский населённый пункт)[6]
- Кобылино → Лужки (сельский населённый пункт)[1]

## М
- Князь-Ивановка → Маевка (сельский населённый пункт)[9]
- Голодаевка → Малиновка (сельский населённый пункт)[11]
- Зудилки → Малиновка (сельский населённый пункт)[14]
- Котомкино → Малиновка (сельский населённый пункт)[18]
- Погибловка → Малиновка (сельский населённый пункт)[1]
- Пуп → Малое Окское (сельский населённый пункт)[3]
- Соплино → Малое Ситниково (сельский населённый пункт)[1]

## Н
- Жеребчиха → Набережная (сельский населённый пункт)[1]
- Мордовщики → Навашино (1957, город)[19]
- Дурашиха → Нагорное (сельский населённый пункт)[1]
- Кобелево → Некрасовка (сельский населённый пункт)[9], Некрасово[16]
- Новгород (1221) → Нижний Новгород (конец XIII века) → Горький (1932) → Ни́жний Но́вгород (1990)[20]

## О
- Кобылино → Озерки (сельский населённый пункт)[9][16]
- имени Молотова → Октябрьский (посёлок городского типа)[21]
- Клоповка → Ольховка (сельский населённый пункт)[1]
- Вздеринога → Орехово (сельский населённый пункт)[8][16]
- Собакино → Орехово (сельский населённый пункт)[6]

## П
- Жуковский Затон → Память Парижской Коммуны (сельский населённый пункт)
- Та́шино (середина XIX века, рабочий посёлок) → Первома́йск (1951, город)[22]
- Пья́нский Перево́з (середина XVII века, село) → Перево́з (1962, город)[23]
- Малое Сукино → Пионерское (сельский населённый пункт)[2]
- Голодаево → Подлесная (сельский населённый пункт)[6]
- Мурланово → Пошатово (сельский населённый пункт)[21]
- Собакино → Пруды (сельский населённый пункт)[1]

## Р
- Рылово → Рассвет (сельский населённый пункт)[6]
- Безделово → Речная (сельский населённый пункт)[6]
- Рогибловка → Рудня (сельский населённый пункт)[6]
- Бабья Грива → Рябинки (сельский населённый пункт)[24]
- Плутово → Рябинки (сельский населённый пункт)[6]
- Холуи → Рябково (сельский населённый пункт)[5]

## С
- Погибловка → Садовая (сельский населённый пункт)[6]
- Тоскуйки → Садовая[16].
- Свинино → Санда (сельский населённый пункт)[6]
- Саро́в (XVII век) → Арзамас-16, Кремлёвск (после 1943) → Саров (1991)[25]
- Святицы → Светлое (сельский населённый пункт)[6]
- Вшивка → Свобода (сельский населённый пункт)[8]
- Майна → Свободная (сельский населённый пункт)
- Сукино → Свободное(городской округ город Бор) [16]
- Тёплый Стан → Сеченово (сельский населённый пункт)[4]
- Козлиха → Ситники (посёлок городского типа)[9]
- Страли → Скворцово (сельский населённый пункт)[6]
- Харино → Соловьёво (сельский населённый пункт)[6]
- Дураково → Сосновка (сельский населённый пункт)[1]
- Пуза → Суворово (сельский населённый пункт)[6]
- Перемилова Пустынь → Судострой (сельский населённый пункт)

## Т
- Дурновка → Трудовое (сельский населённый пункт)[6]
- Парша → Тукай (сельский населённый пункт)[6]

## У
- Подляшиха → Ульяниха (сельский населённый пункт)[1]
- Трёхсвятское → Урень (город — с 1973)

## Ч
- Дурино → Черёмушки (сельский населённый пункт)[6]
- Василёва слобода (XII век), позднее — село Василёво → Чка́ловск (1937; город — с 1955)[26]

## Ю
- Елдиха → Юрьевка (сельский населённый пункт)[14]

## Я
- Грехи → Ягодная (сельский населённый пункт)[1]
- Свинуха → Ясное (сельский населённый пункт)[18]

## Источник
- Е. М. Поспелов. Имена городов: вчера и сегодня (1917—1992): Топонимический словарь. — Москва: Русские словари, 1993. — 249 с.
- Л. Л. Трубе. Как возникли географические названия Горьковской области. — Горький: Горьковское книжное издательство, 1962. — 192 с.